# Muttersholtz
Muttersholtz település Franciaországban, Bas-Rhin megyében. Lakosainak száma 2288 fő (2022. január 1.). Muttersholtz Baldenheim, Ebersmunster, Hilsenheim, Sélestat és Wittisheim községekkel határos.

## Népesség
A település népességének változása:
| Lakosok száma | 1983 | 2026 | 2060 | 2013 | 2075 | 2136 | 2198 | 2228 | 2288 |
|               | 2013 | 2015 | 2016 | 2017 | 2018 | 2019 | 2020 | 2021 | 2022 |